# Хабирова, Галима Фаткулловна
Галима Фаткулловна Хабирова (род. 17 августа 1928, Татарский Малояз, Башкирская АССР) — врач-травматолог-ортопед, доктор медицинских наук (1982). Заслуженный врач Татарской АССР (1985), отличник здравоохранения СССР (1969).

## Биография
Галима Фаткулловна Хабирова родилась 17 августа 1928 года в деревне Татарский Малояз на северо-востоке Башкортостана. После окончания Малоязской средней школы поступила в Башкирский государственный медицинский институт, который окончила в 1956 году.
В 1956—1958 годах работала врачом в Туймазинской районной больнице Башкирской АССР, в 1958—1961 — в Бавлинской районной больнице (Татарская АССР).
1962—1987 годы — научный сотрудник Казанского научно-исследовательского института ортопедии и травматологии, одновременно — заведующая отделением (1982—1986) там же.

## Научная деятельность
Основные направления исследований:
- воздействие магнитного поля при повреждениях костей и мягких тканей конечностей,
- совершенствование методов диагностики и восстановительного лечения сочетанных и множественных переломов, внутрисуставных повреждений.

При участии Г. Ф. Хабировой разработаны методы хирургического лечения остеомиелита длинных трубчатых костей, переломов проксимального отдела плечевой кости, устройство для лечения внутрисуставных переломов.
Соавтор 90 научных трудов и 3 изобретений.

## Почётные звания
- Заслуженный врач Татарской АССР (1985)
- Отличник здравоохранения СССР (1969)